# Hovings malmgård

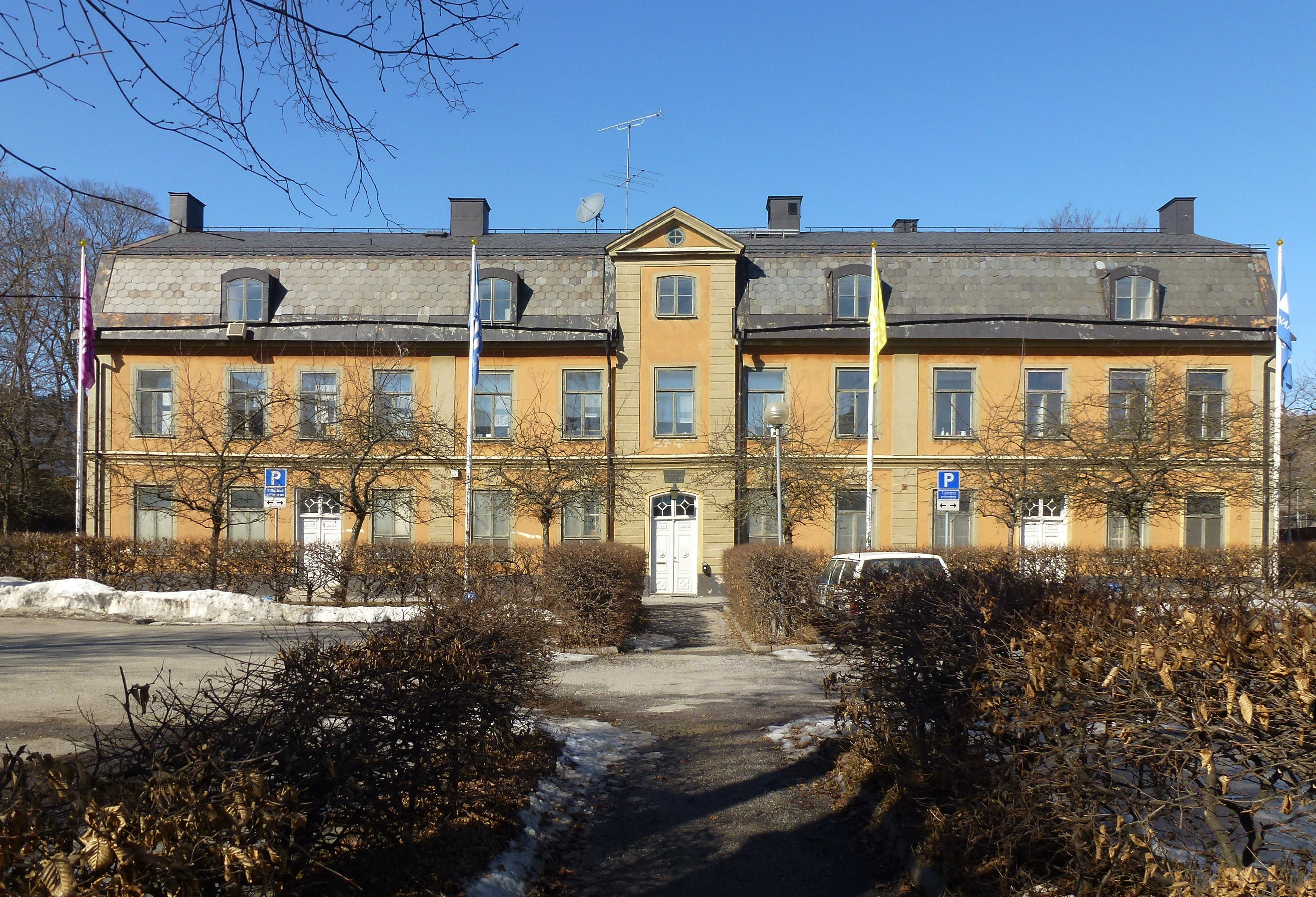
Hovings malmgård i mars 2013.

Hovings malmgård (även kallad Hiertas malmgård) är en tidigare malmgård vid nuvarande Alsnögatan 3 nära Danvikstull på Södermalm. Gården uppfördes 1770 av färgaren Carl Gustaf Hoving och beboddes mellan 1842 och 1848 av industri- och tidningsmannen Lars Johan Hierta. Gården var då en del av Liljeholmens stearinfabrik fram till 1971. Byggnaden genomgick en omfattande grundförstärkning 2021 och ska därefter vila i två år. Idag (2025) används byggnaden som platskontor.

## Hovings tid
På 1770-talet lät färgaren Carl Gustaf Hoving uppföra en ståtlig gård vid norra stranden av Hammarby sjö. Den ritades av arkitekt Casper Christian Friese i en nyklassicistisk stil. Byggnaden har en längd av 13 fönsteraxlar och är uppförd i två våningar samt en takvåning under ett brutet sadeltak. Fasaderna accentueras genom pilaster, rusticerande hörnkedjor, en smal mittrisalit och en horisontell putslist mellan första och andra våningen. Idag är taket täckt av sexkantiga skifferplattor.
Hoving ägde även kvarnen Klippan som stod på nuvarande Danviksklippan. Den användes för malning av färg till Hovings färgeri. Kvarnen revs 1903.

## Hiertas tid

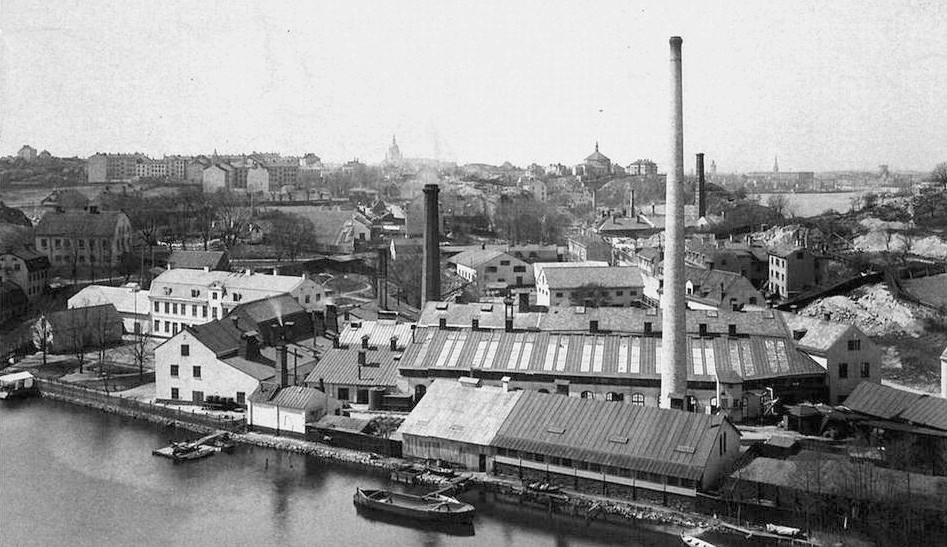
Liljeholmens stearinfabrik med malmgården längst till vänster, 1890-tal.

Byggnaden kallas även ”Hiertas malmgård”, efter Aftonbladets grundare och chefredaktör, Lars Johan Hierta. Han var även industriman och pionjär att i Sverige tillverka stearinljus. Produktionen började 1839 i Liljeholmen och företaget fick heta Liljeholmens stearinfabrik.
Redan några år senare flyttade Hierta tillverkningen till malmgården vid Hammarby sjö. Senare uppfördes i flera etapper stora tillverkningslokaler norr om malmgården, som då ingick i fabriken och var bland annat ingenjörsbostaden. En minnestavla ovanför huvudingången förklarar: ”Lars Johan Hierta fabrikens grundare bodde här 1842–1848”. Att Hierta lämnade malmgården 1848 var en följd av engagemanget i den sidenfabrik, som han lät uppsätta på närbelägna Barnängen.

## Nutid
År 1971 flyttade Liljeholmens stearinfabrik sin verksamhet till Oskarshamn. Därefter stod lokalerna tomma några år tills alla hus på fabriksområdet revs 1975–1976, med undantag för Hovings malmgård. För första gången på länge stod gården ensam på platsen. På fabrikens plats uppfördes sedermera ett stort kontorshus. Malmgården stod länge obebodd och blev alltmer förfallen och vandaliserad.
Malmgården ägdes av Stockholms stad som 1979 lät genomföra en genomgripande och moderniserande renovering. I ramen för omdaningen av Norra Hammarbyhamnen uppfördes kring malmgården i början av 2000-talet ett stort antal bostads- och kontorshus. Byggnaden är blåklassad av Stockholms stadsmuseum vilket innebär att bebyggelsens kulturhistoriska värde av stadsmuseet anses motsvara fordringarna för byggnadsminnen i Kulturmiljölagen. 
Stockholms stad sålde den år 2000 till Einar Mattsson Byggnads AB med löfte om att få bebygga tomten. Einar Mattsson hade under 15 år hyrt ut den till kontor innan den tomställdes under några år. 2018 beslutade Stockholms stadsbyggnadskontor om ett åtgärdsföreläggande med vite gällande bristande underhåll för ägaren Einar Mattsson Byggnads AB. Sedan 2020 utreds uppförandet av nya kompletterande byggnader i form av omsorgs-och vårdboenden runt Hovings Malmgård för att levandegöra platsen, finansiera renoveringen och återigen sätta gården i ett sammanhang. Under 2020 och 2021 genomfördes ett omfattande grundförstärkningsarbete av själva malmgården, där huset efter denna insats enligt plan skulle vila i 2 år för att "sätta sig". Därefter gav exploateringsnämnden ägaren markanvisning i februari 2022, men i början av 2025 rådde alltjämt oenighet om planerna för ytterligare byggnation omkring malmgården.

## Övrigt
I bokserien "Kring Hammarby Sjö" av Hans Björkman, kan man läsa om malmgårdens epoker och se bilder på ständiga förändringar med omgivande byggnader. Malmgården får särskild uppmärksamhet i den andra volymen av Björkmans serie.

## Referenser

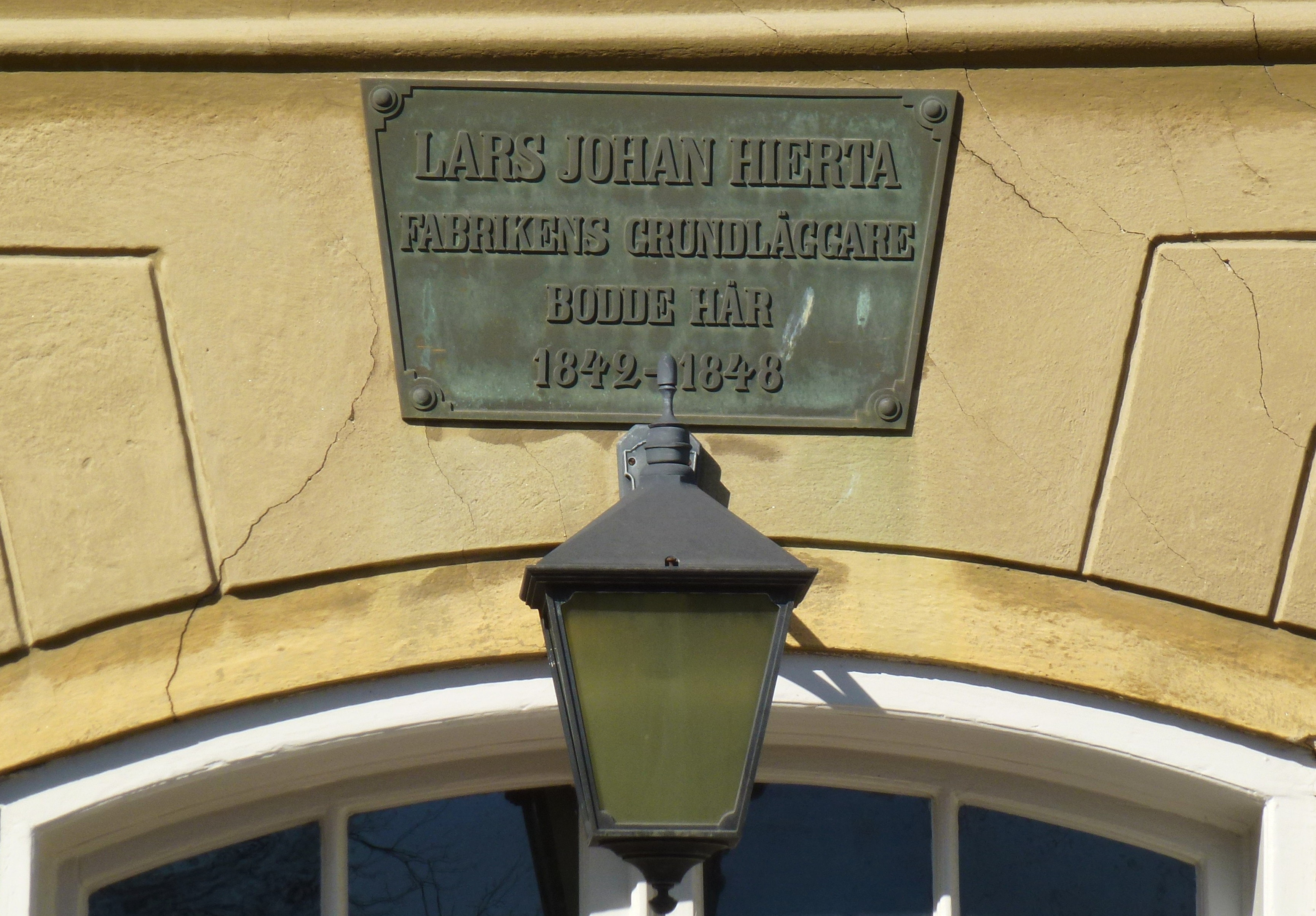
Minnestavlan över entrén.